# Miguel Primo de Rivera
Miguel Primo de Rivera y Orbaneja (Jerez de la Frontera, 1870. január 8. – Párizs, 1930. március 16.) spanyol katonatiszt, 1923–1930 között Spanyolország diktatórikus hatalmú miniszterelnöke.

## Előmenetele
Gazdag jerezi családban született. Fiatalon a hadsereg kötelékébe lépett, és gyors, fényes karriert futott be Spanyolország gyarmati háborúi során Marokkóban, Kubában és a Fülöp-szigeteken, s részt vett a spanyol–amerikai háborúban is. Az első világháború után fontos posztokat töltött be (többek között Cádiz kormányzója illetve Valencia, Madrid és Barcelona körzetének főparancsnoka is volt). 1921-ben elhunyt nagybátyjától megörökölte az Estella márkija címet.

## Hatalomátvétele
Az 1920-as évek elején Spanyolországban súlyos belpolitikai válság alakult ki, amelynek oka a marokkói helyzet volt. 1921-ben Abd el-Krim nagy és szégyenletes vereséget mért a spanyol csapatokra, emiatt az ország észak-afrikai pozíciói meginogtak. 1923 szeptemberében Katalóniából kiindulva a hadsereg segítségével vértelen puccsot hajtott végre, és megragadta a hatalmat. XIII. Alfonz spanyol király elfogadta ezt a lépését, és kinevezte miniszterelnökké. Ilyen minőségében felfüggesztette az alkotmányt, hadikormányzatot és kemény cenzúrát vezetett be, s betiltotta a katalán nyelv illetve a katalán nemzeti jelképek használatát is. Minden pártot betiltott, csak az általa létrehozott Spanyol Hazafias Unió (Unión Patriótica Española) működhetett legálisan.
Hatalomátvétele inspirálólag hatott Németországban Adolf Hitlerre, aki alig másfél hónappal később a sörpuccsnak elnevezett akcióval kísérlet meg hasonlót, ám elbukott.

## Primo de Rivera diktatúrája
Miguel Primo de Rivera tábornok hatalomátvételét nem ellenezte egy politikai csoport és szervezet sem, és ő igyekezett építő jellegű tevékenységet folytatni. 1925-ben a diktatúra levetkőzte katonai mivoltát. 1926-ban az immár jól felszerelt hadsereg győzelmet aratott Marokkóban, ahol 1909 óta zajlott az Abd el-Krim-testvérek vezette rif törzsek elleni harc. A miniszterelnök ambiciózus reformprogramba kezdett: meg akarta újítani az államszervezetet és a gazdaságot. A közkiadások növelésével kívánta csökkenteni a munkanélküliséget, de a kormány intézkedései gyors inflációt eredményeztek (viszont többek között kiépült a modern spanyol úthálózat).
Primo de Rivera kormányzatát elsősorban a katalán nacionalisták és a liberálisok támadták (ez utóbbiak 1929-ben sikertelen lázadást kezdeményeztek), ám a miniszterelnök végül egy előmenetelt szabályozó rendelkezése révén a hadsereg (és ezáltal a király) támogatását is elvesztette, ezért 1930 januárjában lemondott. Nem egészen egy évvel ezután Spanyolországban kikiáltották a köztársaságot, de a volt diktátor ezt már nem érte meg: 1930 tavaszán Párizsban elhalálozott cukorbetegség következtében.
Fia, José Antonio Primo de Rivera alapította a nemzeti szindikalista eszmeiségű, külsőségeiben fasiszta Falange mozgalmat.